# Acnemia
Acnemia är ett släkte av tvåvingar som beskrevs av Johannes Winnertz 1863. Acnemia ingår i familjen svampmyggor.

## Dottertaxa tillAcnemia, i alfabetisk ordning[1][2]
- Acnemia amoena
- Acnemia angusta
- Acnemia anoena
- Acnemia arizonensis
- Acnemia asiatica
- Acnemia bifida
- Acnemia braueri
- Acnemia californiensis
- Acnemia comata
- Acnemia falcata
- Acnemia falkei
- Acnemia fisherae
- Acnemia flaveola
- Acnemia flavicoxa
- Acnemia freemani
- Acnemia fulvicollis
- Acnemia funerea
- Acnemia hyrcanica
- Acnemia johannseni
- Acnemia kurilensis
- Acnemia longipalpis
- Acnemia longipes
- Acnemia neolongipes
- Acnemia nigra
- Acnemia nitidicollis
- Acnemia psylla
- Acnemia similis
- Acnemia spathulata
- Acnemia stellamicans
- Acnemia subtenebrosa
- Acnemia trifida
- Acnemia unica
- Acnemia ussuriensis
- Acnemia varipennis
- Acnemia vittata
- Acnemia vockerothi
- Acnemia vratzatica